# 天主教安巴通德拉扎卡教區
天主教安巴通德拉扎卡教區（拉丁語：Dioecesis Ambatondrazakaënsis）是馬達加斯加一個羅馬天主教教區，屬圖阿馬西納總教區。
教區成立於1959年5月21日，2012年有教友268,120人（佔轄區總人口19.0%）、十六個堂區、廿八名司鐸。現任教區主教為安多尼·斯科佩利蒂。